# Kathryn Grayson
Kathryn Grayson, nome completo Zelma Kathryn Elisabeth Hedrick (Winston-Salem, 9 febbraio 1922 – Los Angeles, 17 febbraio 2010), è stata un soprano e attrice statunitense.

## Biografia
La famiglia Hedrick si trasferì a St. Louis, dove Kathryn cominciò la sua carriera di soprano. Si sposò due volte, la prima con l'attore John Shelton, la seconda con l'attore e cantante Johnnie Johnston. Ebbe una relazione con Howard Hughes, di cui fu per breve tempo anche fidanzata. La sua carriera hollywoodiana iniziò come la risposta della MGM a Deanna Durbin. Dopo il ritiro dal grande schermo fece qualche apparizione in alcune serie televisive, tra cui La signora in giallo.
Morì a Los Angeles il 17 febbraio 2010, all'età di 88 anni.

## Filmografia

### Cinema
- La segretaria privata di Andy Hardy (Andy Hardy's Private Secretary), regia di George B. Seitz (1941)
- The Vanishing Virginian, regia di Frank Borzage (1942)
- Rio Rita, regia di S. Sylvan Simon (1942)
- Sette ragazze innamorate (Seven Sweethearts), regia di Frank Borzage (1942)
- La parata delle stelle (Thousands Cheer), regia di George Sidney (1943)
- Due marinai e una ragazza (Anchors Aweigh), regia di George Sidney (1945)
- Due sorelle di Boston (Two Sisters from Boston), regia di Henry Koster (1946)
- Nuvole passeggere (Till the Clouds Roll By), regia di Richard Whorf (1946)
- Accadde a Brooklyn (It Happened in Brooklyn), regia di Richard Whorf (1947)
- Il bacio del bandito (The Kissing Bandit), regia di László Benedek  (1948)
- Il bacio di mezzanotte (That Midnight Kiss), regia di Norman Taurog (1949)
- Il pescatore della Louisiana (The Toast of New Orleans), regia di Norman Taurog (1950)
- Risposiamoci tesoro! (Grounds for Marriage), regia di Robert Z. Leonard (1951)
- Show Boat, regia di George Sidney (1951)
- Modelle di lusso (Lovely to Look At), regia di Mervyn LeRoy (1952)
- I cavalieri di Allah (The Desert Song), regia di Bruce H. Humberstone (1953)
- Sogno di Bohème (So This Is Love), regia di Gordon Douglas (1953)
- Baciami Kate! (Kiss Me, Kate), regia di George Sidney (1953)
- Il re vagabondo (The Vagabond King), regia di Michael Curtiz (1956)

### Televisione
- General Electric Theater – serie TV, episodi 4x05-5x06 (1955-1956)
- Playhouse 90 – serie TV, episodio 2x16 (1957)
- Lux Playhouse – serie TV, episodio 1x04 (1958)
- Baretta – serie TV, episodio 4x16 (1978)
- La signora in giallo (Murder, She Wrote) – serie TV, episodi 4x07-5x17-6x11 (1987-1989)

## Doppiatrici italiane
- Renata Marini in Modelle di lusso, Show Boat, Accadde a Brooklyn, Il pescatore della Louisiana, Baciami Kate! e nel doppiaggio originale di Due marinai e una ragazza
- Micaela Giustiniani in Il bacio di mezzanotte
- Rosetta Calavetta in I cavalieri di Allah[2]
- Dhia Cristiani in Sogno di Bohème
- Lydia Simoneschi in Il re vagabondo
- Fiorella Betti in Il bacio del bandito (doppiaggio tardivo 1957)[3]
- Renata Biserni in La signora in giallo
- Valentina Sperlì in Due marinai e una ragazza (ridoppiaggio)